# Olivier Bardet
Pour les articles homonymes, voir Bardet.
Olivier Bardet, né le 28 février 1980 à Tours, en Indre-et-Loire, est un ancien joueur français de basket-ball. Il évoluait aux postes d'ailier et d'ailier fort.

## Palmarès
Il arrive à 15 ans et demi dans le club de Cholet, club avec lequel il écrit les principales lignes de son palmarès.
- Pro B (1) :
  - Vainqueur : 2003.

- Nationale 1 (1) :
  - Vainqueur : 2014.

- Coupe de France (1) :
  - Finaliste : 2005.

- Trophée du Futur (2) :
  - Vainqueur : 2000, 2001.

- Championnat de France Espoirs (1) :
  - Vainqueur : 1997.

- Championnat de France Cadets (2) :
  - Vainqueur : 1997, 1998.

- Coupe de France Cadets (1) :
  - Finaliste : 1997.